# St. Georg (Wendessen)

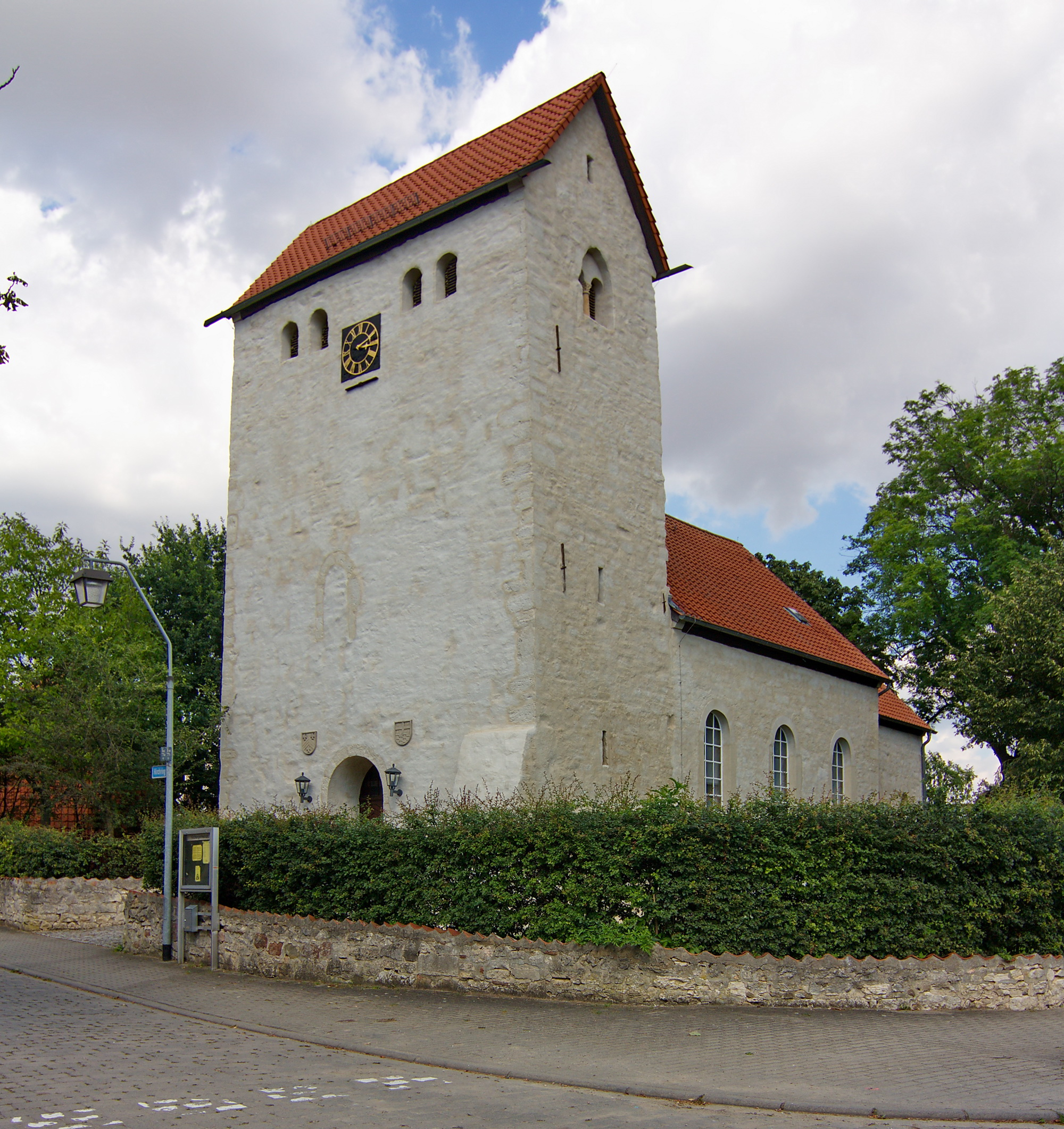
St. Georg

Die evangelisch-lutherische denkmalgeschützte Dorfkirche St. Georg steht in Wendessen, einem Ortsteil der Kreisstadt Wolfenbüttel im Landkreis Wolfenbüttel in Niedersachsen. Sie gehört zur Kirchengemeinde Ahlum-Atzum-Wendessen im Pfarrverband Maria von Magdalena in Wolfenbüttel und Sickte der Propstei Wolfenbüttel der Evangelisch-lutherischen Landeskirche in Braunschweig.

## Beschreibung
Die im 12. Jahrhundert als Wehrkirche errichtete Saalkirche wurde im Januar 1944 fast vollständig durch einen Bombenangriff zerstört. Sie wurde in schlichter Form wieder aufgebaut. Ihr querrechteckiger, mit einem Satteldach quer bedeckte Kirchturm steht im Westen. An seinen Schmalseiten befinden sich Biforien als Klangarkaden. Das mit einem Satteldach bedeckte Langhaus hat drei Joche und der eingezogene, ebenfalls mit einem Satteldach bedeckte Chor hat einen geraden Abschluss. 
Die Orgel mit 13 Registern, verteilt auf zwei Manuale und Pedal, wurde 1949 von Friedrich Weißenborn gebaut.